# Прозвища Нью-Йорка

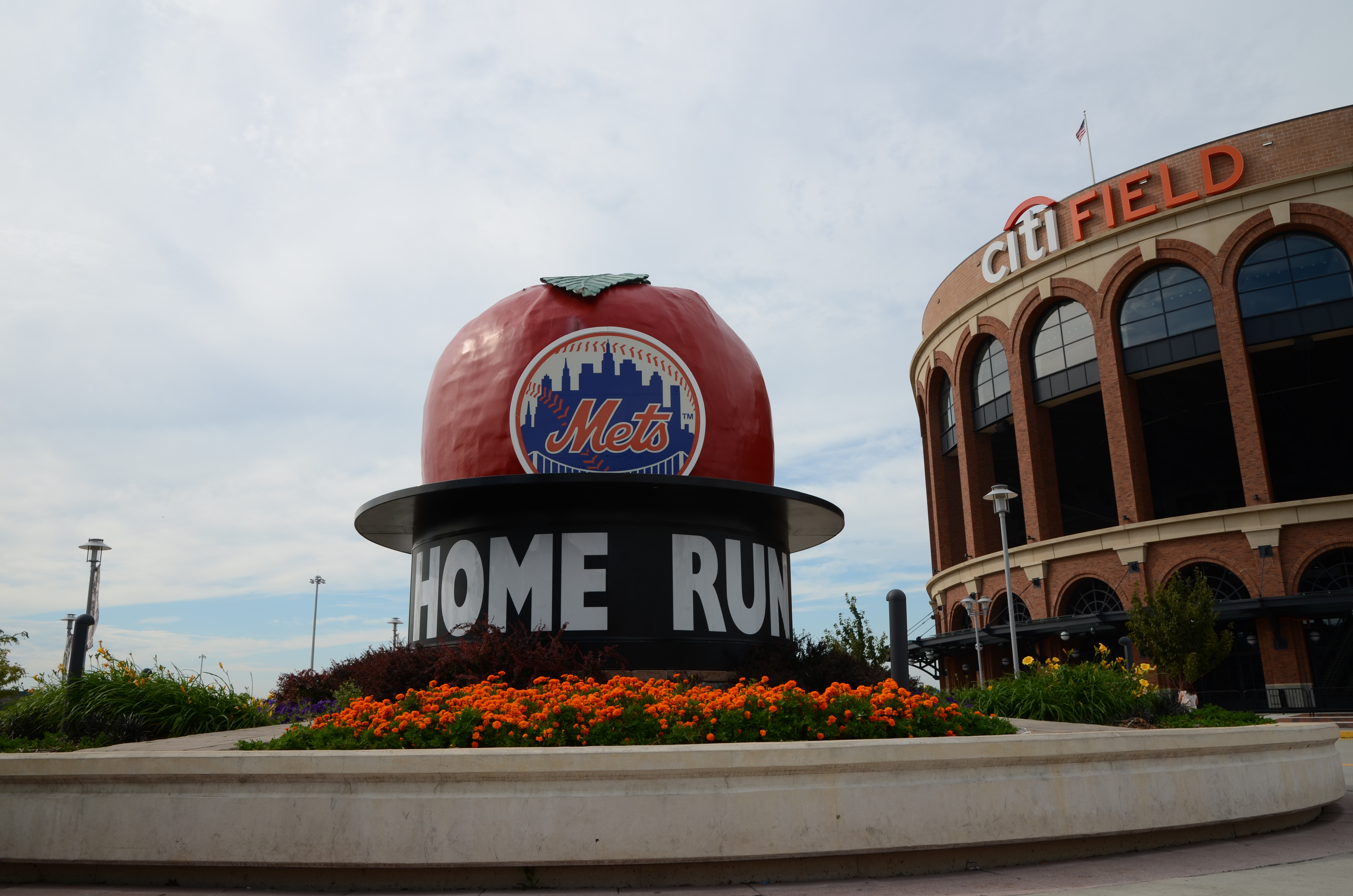
Макет большого яблока расположен на территории «Сити-филд», бейсбольного стадиона «Нью-Йорк Метс», в Куинсе.

За свою четырехвековую историю, Нью-Йорк был известен под множеством альтернативных названий и эвфемизмов, как официальных, так и неофициальных. Часто сокращаемый до просто «New York», «NY» или «NYC», Нью-Йорк также известен как «Город» в некоторых частях Восточных Соединённых Штатов, в частности, в штате Нью-Йорк и прилегающих штатах США. Жители Нью-Йорка также используют «Город» для обозначения боро Манхэттен.

## Исторические прозвища
- «Американский город» (англ. America’s City) — термин, позиционирующий Нью-Йорк, как символ страны после событий 11 сентября, как ее главный мегаполис[3].
- «Веселый город» (англ. Fun City) — взято из фразы, произнесенной в 1966 году тогдашним мэром Джоном Линдсеем в ответ на вопрос, нравится ли ему по-прежнему быть мэром во время масштабной транспортной забастовки.[4][5] Позже это прозвище также было использовано в насмешку крупнейшим полицейским профсоюзом Нью-Йорка, который использовал термин «Город страха» (англ. Fear City) в ответ на сокращение городского бюджета в 1970-х годах.[6][7]
- «Современная Гоморра» — обозначение «греховности» и организованной преступности Манхэттена, впервые популяризированное преподобным Томасом Де Витт Талмеджем в 1875 году в Бруклинской скинии[8]

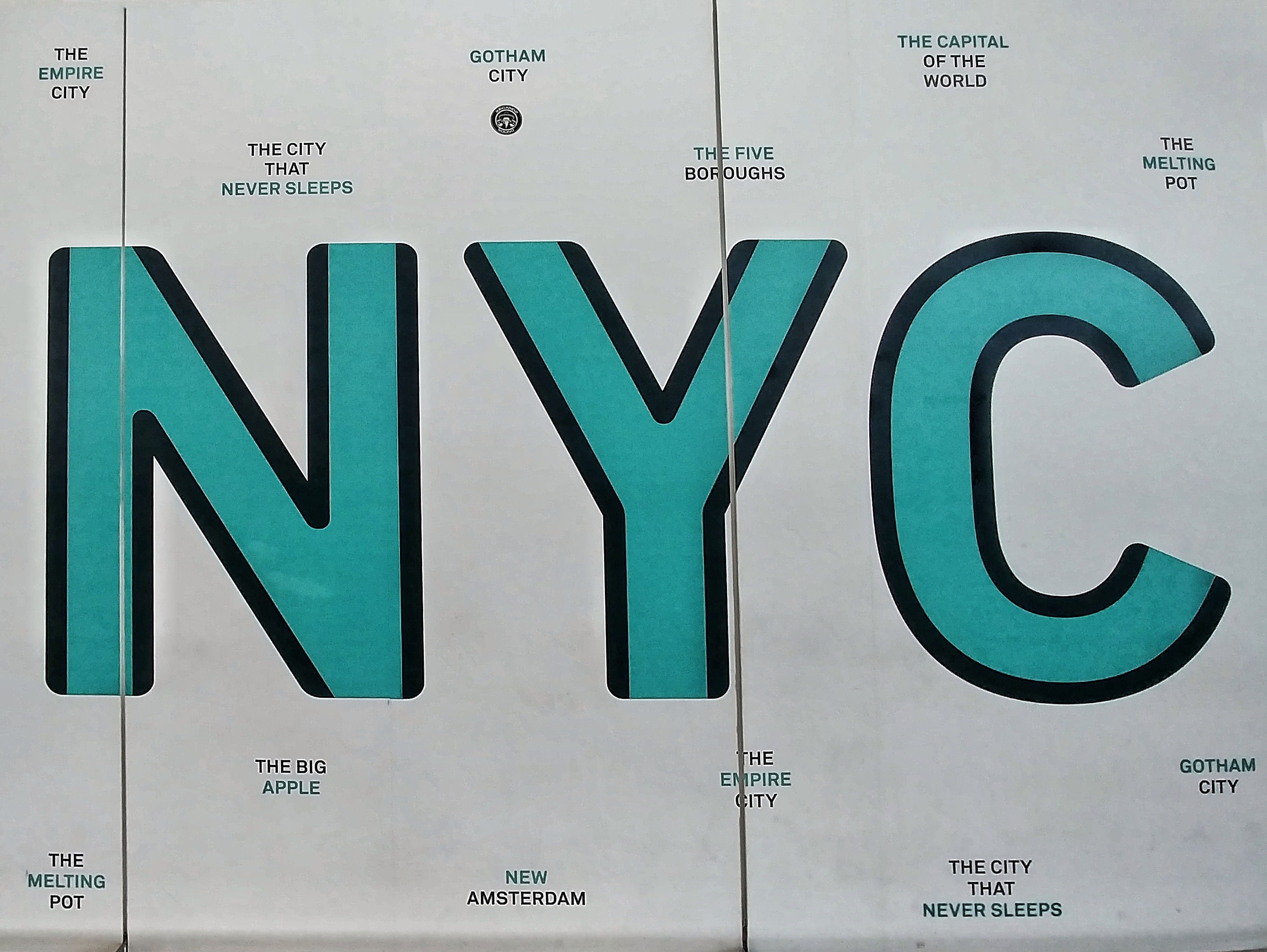
На стене Международного аэропорта имени Джона Кеннеди упомянуты различные прозвища Нью-Йорка.

## Распространённые прозвища
- «Большое яблоко» — впервые было опубликовано как эвфемизм для обозначения Нью-Йорка в 1921 году спортивным обозревателем Джоном Дж. Фитц Джеральдом, который утверждал, что слышал, как в прошлом году его использовали два конюха на ярмарке в Новом Орлеане из-за больших призов, которые можно было получить на скачках в Нью-Йорке.[9] Позже стал популярным благодаря рекламной кампании 1970-х годов.[10][11]
- «Столица мира»[англ.] — это название стало популярным благодаря его применению к Нью-Йорку автором Элвином Бруксом Уайтом в его эссе 1948 года «Здесь находится Нью-Йорк», написанном в тот год, когда началось строительство Организации Объединенных Наций.[12][13] Происходит, в свою очередь, от римского поэта Лукана, который впервые высмеял свой город Рим как «Caput Mundi» в 61 году в своем произведении «Фарсалия» из-за того, как легко он пал перед полководцами предыдущего столетия.[14] Также используется с такими прилагательными, как «Гастрономическая столица мира[англ.]» или «Гей-столица мира», в связи с огромным влиянием Нью-Йорка на определенные культуры.[15][16]
- «Центр Вселенной[англ.]» — неоднократно использовалось мэром Нью-Йорка Робертом Ф. Вагнером-младшим во время его пребывания в должности с 1954 по 1965 год.[17][18], а также обычно применяется к Таймс-сквер в частности[10][19][20] и аналогично используется с такими прилагательными, как «Театральный центр Вселенной» или «Экономический центр Вселенной».[21]
- «Город настолько хорош, что они назвали его дважды» (англ. The City So Nice They Named It Twice) — отсылка к «Нью-Йорк, Нью-Йорк», как к городу и штату, произнесенная Джоном Хендриксом[англ.] в 1959 году в джазовой кавер-версии песни Лоренца Харта и Ричарда Роджерса «Манхэттен[англ.]» в альбоме Джорджа Рассела «Нью-Йорк, Нью-Йорк» (англ. New York, N.Y)[22] и популяризированная нью-йоркским ток-шоу «Поздняя ночь с Дэвидом Леттерманом», который также использовал фразу «город такой красивый, что его назвали дважды».[23]
- «Город, который никогда не спит» — впервые полностью записано в газетных статьях в начале 1900-х годов, в том числе в 1907 году в Финиксе, штат Аризона, в связи с вечерней доставкой почты в Нью-Йорке и в 1912 году в Форт-Уэйне, штат Индиана, о новом электрическом и газовом освещении в Нью-Йорке[8], хотя также записано в аналогичных формах в связи с ночной жизнью в таких районах, как Бауэри, еще в 1892 году и, вероятно, использовался в 1880-х годах.[24][25] Стал популярным благодаря песне Джона Кандера и Фреда Эбба «Нью-Йорк, Нью-Йорк» из одноименного фильма Мартина Скорсезе 1977 года и каверу на эту песню 1980 года в исполнении Фрэнка Синатры.[26]
- «Эмпайр-сити» (англ.The Empire City) — происходит от Джорджа Вашингтона в предполагаемой цитате «Несомненно, это столица империи!» (англ. Surely this is the seat of the empire!), хотя впервые было опубликовано в газете 1836 года как «Эмпайр-сити Нового света»[8]; также в связи со статусом Нью-Йорка как самого густонаселенного города штата Нью-Йорк[5], основное прозвище которого — Эмпайр-Стейт.
- «Пять Боро» — отсылка к округам, которые объединились в Нью-Йорк в 1898 году, и часто используется для того, чтобы отличить собственно город от Манхэттена или Нью-Йоркской агломерации.[27]
- «Готэм» — впервые использованный Вашингтоном Ирвингом в его сатирическом журнале «Сальмагунди[англ.]» в ноябре 1807 года как аллюзия на сказку о «готэмских умниках» и ставший популярным как Готэм-Сити, место действия комиксов о Бэтмене, впервые указанный в декабре 1940 года в «Бэтмене № 4», написанном Биллом Фингером.[28]
- «Величайший Город в мире» (англ. The Greatest City in the World) — отражает общую мировую известность города[29][30] и популяризирован песней «The Schuyler Sisters» из мюзикла Лин-Мануэля Миранды «Гамильтон» 2015 года[31].
- «Плавильный котёл» — это отсылка к большому разнообразию этнических и языковых групп в городе, популяризируемая различными авторами, включая драматурга Израэля Зангвилла в его пьесе «Плавильный котёл[англ.]» 1908 года.
- Метрополис — популярен как место действия комиксов о Супермене, впервые указанный в сентябре 1939 года в Action Comics № 16, написанном Джерри Сигелом и Джо Шустером, и сам по себе является аллюзией на действие фильма Фрица Ланга Метрополис (1927)[32], используемого для описания Нью-Йорка днем, в контраст с Готэмом, иногда используемый для описания ночного Нью-Йорка.[5]

## Исторические названия
Названия, под которыми в 17 веке официально считались районы Нью-Йорка в Нижнем Манхэттене, включали:
- «Новый Амстердам» — первоначальное название голландской колонии с 1624 по 1665 год, когда англичане захватили и переименовали колонию во время Второй англо-голландской войны. Название происходит от названия форта Амстердам[англ.], и хотя администрация колонии в то время просто использовала название «Амстердам» для деревни к северу от форта, название «Нью» было популяризировано в 1650-х годах Адрианом ван дер Донком[англ.] в его брошюрах, рекламирующих колонию потенциальным поселенцам.[33]
- «Новый Оранж» — название, данное городу в течение короткого периода 1673—1674 годов, когда голландцы восстановили контроль над городом после Третьей англо-голландской войны[34], а затем уступили его по Вестминстерскому договору.